# Nasz Dom – Jurmała
Nasz Dom – Jurmała (łot. Jūrmala – mūsu mājas) – łotewska regionalna partia polityczna założona w 2004, współrządząca miastem Jurmała. 

## Historia i działalność
Partia powstała w 2004 jako ugrupowanie regionalne. Występuje z kompleksowym programem na rzecz rozwoju Jurmale w dziedzinie finansów i budżetu, opieki społecznej i zdrowotnej, współpracy międzynarodowej, kultury i oświaty, sportu, turystyki oraz bezpieczeństwa. 
Jest reprezentowana przez 3 radnych w Radzie Miejskiej. Jej prezes Raimonds Munkevics był jednocześnie do 2010 przewodniczącym Rady Miejskiej (burmistrzem miasta).